# Вереса Микола Онуфрійович
Микола Онуфрійович Вереса (22 грудня 1894 — 8 січня 1938) — бандурист, бандурний майстер-винахідник, творець гетьманської бандури, хормейстер; регент хору станичної Покровської церкви, голова станичного суду.
Народився в родині сотника Кубанського козацького війська у ст. Саратівська на Кубані (онук отамана станиці). Походив із давнього козацького роду, корені якого губляться у перших кошах Запорозької Січі. Початкову освіту здобув у станичній школі. За опосередкованими даними співав у Катеринодарському козачому хорі. Здобув музичну освіту. Висококваліфікований тесля. Очолював бригаду теслярів. Грав на бандурах власних конструкцій: діатонічній і хроматичній. У репертуарі мав думи, народні пісні і танці. Активний діяч українського відродження на Кубані. Керівник драматичного і хорового гуртків.
Арештований 11 грудня 1937 р. за звинуваченням у причетності до «контрреволюційної» повстанської організації. Рішенням трійки УНКВД в Краснодарському краї 23 грудня 1937 р. засуджений до страти. Розстріляний у м. Краснодарі. Реабілітований 30 березня 1957 р.